# Meljak, Pljevlja
Meljak este un sat din comuna Pljevlja, Muntenegru. Conform datelor de la recensământul din 2003, localitatea are 31 de locuitori (la recensământul din 1991 erau 59 de locuitori).

## Demografie
În satul Meljak locuiesc 30 de persoane adulte, iar vârsta medie a populației este de 58,0 de ani (55,3 la bărbați și 60,9 la femei). În localitate sunt 15 gospodării, iar numărul mediu de membri în gospodărie este de 2,07.
Populația localității este foarte eterogenă.
|  |

| Demografie | Demografie | Demografie |
| An         | Locuitori  | Locuitori  |
| ---------- | ---------- | ---------- |
|            |            |            |
|            |            |            |
|            |            |            |
|            |            |            |
| 1948       | 190        |            |
| 1953       | 188        |            |
| 1961       | 189        |            |
| 1971       | 174        |            |
| 1981       | 103        |            |
| 1991       | 59         | 59         |
| 2003       | 31         | 31         |

| \| Componența etnică conform recensământului din 2003[2] \| Componența etnică conform recensământului din 2003[2] \| Componența etnică conform recensământului din 2003[2] \| Componența etnică conform recensământului din 2003[2] \| Componența etnică conform recensământului din 2003[2] \| \| ----------------------------------------------------- \| ----------------------------------------------------- \| ----------------------------------------------------- \| ----------------------------------------------------- \| ----------------------------------------------------- \| \| \| \| \| \| \| \| Sârbi \| Sârbi \| \| 20 \| 64,51% \| \| Muntenegreni \| Muntenegreni \| \| 11 \| 35,48% \| \| necunoscută \| necunoscută \| \| 0 \| 0% \| |              |  |    |        |
| Componența etnică conform recensământului din 2003 |              |  |    |        |
| |              |  |    |        |
| Sârbi | Sârbi        |  | 20 | 64,51% |
| Muntenegreni | Muntenegreni |  | 11 | 35,48% |
| necunoscută | necunoscută  |  | 0  | 0%     |